# سلیمان بن ستوق
سلیمان ارسلان‌خان بن ستوق ششمین خاقان از قراخانیان بود که میان سال‌های ۹۵۸ تا ۹۷۰ میلادی فرمانروایی کرد. او دومین پسر ستوق بغرا خان و از نخستین پادشاهان مسلمان ترکان قراخانی به‌شمار می‌رفت.

## تبار و جوانی
سلیمان فرزند ستوق بغرا خان، نخستین خاقان مسلمان قراخانی، و از خاندان ترک‌های قرلق بود. در جوانی، در کنار پدر و برادر بزرگ‌ترش موسی در یورش‌ها و کارزارهایی در برابر تبارهای همسایه و اویغورهای فرمانروای سرزمین تاریم شرکت جست.

## پادشاهی
پس از درگذشت موسی بغراخان در ۹۵۸ میلادی، سلیمان بر تخت قراخانی نشست. در روزگار او، اسلام در جایگاه دین رسمی قراخانیان پذیرفته شد. به گفتهٔ گذشته‌نگاران مسلمان چون ابن مسکویه و ابن اثیر، در سال ۹۶۰ میلادی، نزدیک به ۲۰۰٬۰۰۰ چادر از ترکان به دین اسلام گرویدند.

## نبرد با ختن و فرجام کار
در پی برخوردهای مرزی با پادشاهی ختن و تنش‌های روزافزون، در سال ۹۶۱ میلادی، جنگی درازدامن میان دو فرمانروایی آغاز شد. ختن از پشتیبانی پادشاهی سونگ چین و شاهزاده‌نشین دون‌هوان برخوردار بود. سرانجام در سال ۹۷۰ میلادی، سلیمان در کارزاری بزرگ شکست خورد و مرد. پایتخت قراخانیان، کاشغر، به دست ارتش ختن افتاد و راجا ویشا شورا بر آن چیره شد.

## پیامد و مرده‌ریگ
پس از مرگ سلیمان، فرمانروایی در میان پسرش هارون بغراخان و برادرزاده‌اش علی ارسلان خان بخش شد. سلیمان در گسترش اسلام و پایه‌گذاری ساختار اسلامی در فرمانروایی قراخانی جایگاهی پررنگ داشت. کارهای او زمینه‌ساز دگرگونی‌های ژرف دینی و فرهنگی در فرارود گردید.

## بن‌مایه
1. ↑  ابن اثیر، الکامل فی التاریخ، ج۸، ص۴۰۸.
2. ↑  ابن مسکویه، تجارب الأمم، ج۲، ص۲۳۲.
3. ↑  Golden, Peter B. An Introduction to the History of the Turkic Peoples. Wiesbaden: Otto Harrassowitz, 1992. pp. 367–369.